# Christian Ramirez
Pour les articles homonymes, voir Ramirez.
Christian Ramirez, né le 4 avril 1991 à Santa Ana, dans l'État de Californie, est un joueur international américain de soccer. Il joue au poste d'attaquant aux Los Angeles Galaxy en MLS.

## Biographie

### Carrière en club

#### Débuts en USL Pro
Après son cursus universitaire, Christian Ramirez rejoint les Eagles de Charlotte en USL Pro. Le 14 avril, il fait ses débuts en USL Pro contre le Barracuda d'Antigua, où il inscrit son premier but lors d'une victoire 2-0.

#### De la NASL à la MLS avec Minnesota United
Le 8 janvier 2014, il rejoint Minnesota United en NASL. Le 13 avril, il fait ses débuts en NASL lors d'une victoire 2-0 face aux Scorpions de San Antonio, où il inscrit son premier but. Lors de la saison 2014, il remporte trois fois le trophée de joueur du mois en mai/juin, août et octobre/novembre, puis est sacré meilleur espoir de NASL. Par ailleurs, il finit meilleur buteur du championnat avec 20 buts inscrits. 
Lors de la saison 2015, il remporte une fois le trophée de joueur du mois en juillet, et finit deuxième meilleur buteur du championnat avec 12 buts inscrits. 
Lors de la saison 2016, il remporte une fois le trophée de joueur du mois en juillet, et finit pour la deuxième fois meilleur buteur du championnat avec 18 buts inscrits. Il est nommé au NASL best XI en 2014, 2015 et 2016.
En janvier 2017, le Minnesota confirme la signature de Ramirez pour la saison suivante, la première du club en MLS. Le 4 mars, il réalise ses débuts en MLS lors d'une lourde défaite 5-1 face aux Timbers de Portland. Il inscrit le premier but de l'histoire de la franchise. Lors de sa première saison en MLS, il inscrit quatorze buts en trente rencontres.

#### Expériences avec le LAFC et Houston
Après quatre saisons et demi, Christian Ramirez quitte Minnesota United le 6 août 2018 dans un échange qui l'envoie au Los Angeles FC en contrepartie d'argent d'allocation pouvant atteindre un million de dollars. Au sein de la franchise d'expansion, il fait partie d'une équipe compétitive et peine à s'imposer comme titulaire indiscutable.
Seulement un an après son arrivée, en août 2019, il rejoint ainsi le Dynamo de Houston, plus à la peine en MLS depuis quelques saisons. Il y inscrit cinq buts en dix rencontres jusqu'à l'issue de la saison régulière. En 2020, il n'est titularisé qu'à huit reprises sur les quinze matchs disputés et ses deux réalisations sont insuffisantes pour le Dynamo qui échoue à la dernière place de sa conférence. Relégué sur le banc des remplaçants en 2021 et titulaire à une seule occasion (buteur lors d'un déplacement chez les Rapids du Colorado), Ramirez ne dépasse pas les cent minutes de jeu avant d'être transféré en juin.

#### Parenthèse en Écosse
Le 28 juin 2021, il rejoint Aberdeen qui participe à la Scottish Premiership après plus d'une trentaine de rencontre avec le Dynamo de Houston,.

#### Retour en MLS avec le Crew
Il retourne en Major League Soccer le 19 janvier 2023 lorsqu'il s'engage avec le Crew de Columbus, à l'aube de la saison 2023. Il participe à sa première rencontre et fait ainsi son retour en Major League Soccer à l'occasion d'un affrontement face à Atlanta United le 25 mars 2023 où il s'illustre en inscrivant deux buts dans une victoire 6-1.

### Carrière internationale
Le 8 janvier 2018, il est convoqué pour la première fois en équipe des États-Unis par le sélectionneur national Dave Sarachan, pour un match amical contre la Bosnie-Herzégovine.
Il connait néanmoins sa première sélection qu'un an plus tard, le 27 janvier 2019, entrant en jeu en fin de rencontre face au Panama et inscrivant le troisième but américain (victoire 3-0). Quelques jours plus tard, il joue son deuxième match avec les Yanks contre le Costa Rica.

## Palmarès

### En club
Eagles de Charlotte
- Finaliste de USL Pro en 2013

 Minnesota United
- Vainqueur du tournoi printanier de la NASL en 2014

### Distinctions personnelles
- Meilleur buteur de NASL en 2014 (20 buts) et 2016 (18 buts)
- Élu meilleur espoir de NASL en 2014
- Membre de l'équipe type de NASL en 2014, 2015 et 2016

## Statistiques
| Saison                | Club                  | Championnat           | Championnat | Championnat | Coupe(s) nationale(s) | Coupe(s) nationale(s) | Compétition(s) continentale(s) | Compétition(s) continentale(s) | Compétition(s) continentale(s) | Séries | Séries | États-Unis | États-Unis | Total | Total |
| Saison                | Club                  | Division              | M.          | B.          | M.                    | B.                    | Comp.                          | M.                             | B.                             | M.     | B.     | M.         | B.         | M.    | B.    |
| 2013                  | Eagles de Charlotte   | USL Pro               | 23          | 8           | 0                     | 0                     | -                              | -                              | -                              | 3      | 4      | -          | -          | 26    | 12    |
| 2014                  | Minnesota United      | NASL                  | 27          | 20          | 2                     | 1                     | -                              | -                              | -                              | 1      | 0      | -          | -          | 30    | 21    |
| 2015                  | Minnesota United      | NASL                  | 30          | 12          | 1                     | 0                     | -                              | -                              | -                              | 1      | 1      | -          | -          | 32    | 13    |
| 2016                  | Minnesota United      | NASL                  | 31          | 18          | 2                     | 1                     | -                              | -                              | -                              | -      | -      | -          | -          | 33    | 19    |
| 2017                  | Minnesota United      | MLS                   | 30          | 14          | 0                     | 0                     | -                              | -                              | -                              | -      | -      | -          | -          | 30    | 14    |
| 2018                  | Minnesota United      | MLS                   | 20          | 7           | 2                     | 0                     | -                              | -                              | -                              | -      | -      | -          | -          | 22    | 7     |
| Sous-total            | Sous-total            | Sous-total            | 138         | 71          | 7                     | 2                     | -                              | -                              | -                              | 2      | 1      | -          | -          | 147   | 74    |
| 2018                  | Los Angeles FC        | MLS                   | 7           | 2           | -                     | -                     | -                              | -                              | -                              | 1      | 1      | -          | -          | 8     | 3     |
| 2019                  | Los Angeles FC        | MLS                   | 17          | 4           | 3                     | 0                     | -                              | -                              | -                              | -      | -      | 2          | 1          | 22    | 5     |
| Sous-total            | Sous-total            | Sous-total            | 24          | 6           | 3                     | 0                     | -                              | -                              | -                              | 1      | 1      | 2          | 1          | 30    | 8     |
| 2019                  | Dynamo de Houston     | MLS                   | 10          | 5           | -                     | -                     | -                              | -                              | -                              | -      | -      | -          | -          | 10    | 5     |
| 2020                  | Dynamo de Houston     | MLS                   | 15          | 2           | -                     | -                     | -                              | -                              | -                              | -      | -      | -          | -          | 15    | 2     |
| 2021                  | Dynamo de Houston     | MLS                   | 6           | 1           | -                     | -                     | -                              | -                              | -                              | -      | -      | -          | -          | 6     | 1     |
| Sous-total            | Sous-total            | Sous-total            | 31          | 8           | -                     | -                     | -                              | -                              | -                              | -      | -      | -          | -          | 31    | 8     |
| 2021-2022             | Aberdeen FC           | Scottish Premiership  | 36          | 10          | 3                     | 2                     | C4                             | 6                              | 3                              | -      | -      | -          | -          | 45    | 15    |
| 2022-2023             | Aberdeen FC           | Scottish Premiership  | 9           | 0           | 6                     | 3                     | -                              | -                              | -                              | -      | -      | -          | -          | 15    | 3     |
| Sous-total            | Sous-total            | Sous-total            | 45          | 10          | 9                     | 5                     | -                              | 6                              | 3                              | -      | -      | -          | -          | 60    | 18    |
| 2023                  | Crew de Columbus      | MLS                   | 3           | 3           | 0                     | 0                     | LCup                           | 0                              | 0                              | -      | -      | -          | -          | 3     | 3     |
| Total sur la carrière | Total sur la carrière | Total sur la carrière | 264         | 106         | 19                    | 7                     | -                              | 6                              | 3                              | 6      | 6      | 2          | 1          | 297   | 123   |